# La Poterie-au-Perche
La Poterie-au-Perche ist eine Ortschaft und eine ehemalige französische Gemeinde mit 134 Einwohnern (Stand: 1. Januar 2022) im Département Orne in der Region Normandie. Sie gehörte zum Arrondissement Mortagne-au-Perche und zum Kanton Tourouvre.
Mit Wirkung vom 1. Januar 2016 wurden die bisherigen Gemeinden Autheuil, Bivilliers, Bresolettes, Bubertré, Champs, Lignerolles, La Poterie-au-Perche, Prépotin, Randonnai und Tourouvre zu einer Commune nouvelle mit dem Namen Tourouvre au Perche zusammengeschlossen und haben in der neuen Gemeinde den Status einer Commune déléguée. Der Verwaltungssitz befindet sich im Ort Tourouvre.

## Lage
Nachbarorte sind Randonnai im Nordwesten, Normandel im Nordosten, Saint-Maurice-lès-Charencey im Osten, L’Hôme-Chamondot im Südosten, La Ventrouze im Süden, Bubertré im Südwesten und Bresolettes im Westen.

## Bevölkerungsentwicklung
| Jahr      | 1962 | 1968 | 1975 | 1982 | 1990 | 1999 | 2008 | 2015 |
| --------- | ---- | ---- | ---- | ---- | ---- | ---- | ---- | ---- |
| Einwohner | 140  | 130  | 140  | 157  | 148  | 153  | 146  | 142  |